# Namu Gajah
Namu Gajah is een bestuurslaag in het regentschap Medan van de provincie Noord-Sumatra, Indonesië. Namu Gajah telt 1941 inwoners (volkstelling 2010).